# Виноградненское сельское поселение (Северная Осетия)
Виногра́дненское се́льское поселе́ние — муниципальное образование в Моздокском районе Республики Северная Осетия — Алания Российской Федерации.
Административный центр — село Виноградное. 

## География
Муниципальное образование расположено в западной части Моздокского района. В состав сельского поселения входят два населённых пункта. Площадь сельского поселения составляет — 51,00 км2. 
Граничит с землями муниципальных образований: Павлодольское сельское поселение на севере, Раздольненское сельское поселение на востоке, Малгобекское сельское поселение на юго-западе и Сухотское сельское поселение на западе. 
Сельское поселение расположено на Кабардинской равнине в степной зоне республики. Рельеф местности преимущественно волнистый равнинный, со слабыми колебаниями высот. Вдоль долины реки Терек с запада на восток тянутся склоны Терского кряжа. Средние высоты на территории муниципального образования составляют около 145 метров над уровнем моря. 
Гидрографическая сеть представлена в основном рекой Терек. По южной части муниципального образования проходят артерии Малокабардинского и Надтеречного каналов, чьими водами орошаются поля сельского поселения. 
Климат влажный умеренный. Среднегодовая температура воздуха составляет +10,7°С. Температура воздуха в среднем колеблется от +23,5°С в июле, до -2,5°С в январе. Среднегодовое количество осадков составляет около 550 мм. Основное количество осадков выпадает в период с мая по июль. В конце лета часты суховеи, дующие территории Прикаспийской низменности. 

## История
Статус и границы сельского поселения установлены Законом Республики Северная Осетия-Алания от 5 марта 2005 года № 16-рз «Об установлении границ муниципального образования Моздокский район, наделении его статусом муниципального района, образовании в его составе муниципальных образований - городского и сельских поселений и установлении их границ»

## Население
| 2002  | 2010  | 2011  | 2012  | 2013  | 2014  | 2015  |
| ----- | ----- | ----- | ----- | ----- | ----- | ----- |
| 2674  | ↘2333 | ↗2334 | ↗2357 | ↘2342 | ↗2345 | ↗2379 |
| 2016  | 2017  | 2018  | 2019  | 2020  | 2021  | 2023  |
| ↘2363 | ↗2384 | ↗2392 | ↘2360 | ↘2332 | ↘2197 | ↘2167 |
| 2024  | 2025  |       |       |       |       |       |
| ↘2155 | ↘2149 |       |       |       |       |       |

Процент от населения района — 2.64 %
Плотность — 42.14 чел./км2. 

## Состав сельского поселения
| № | Населённый пункт | Тип населённого пункта       | Население | Доля от населения (%) |
| - | ---------------- | ---------------------------- | --------- | --------------------- |
| 1 | Виноградное      | село, административный центр | ↘2149     | 100 %                 |
| 2 | Мирный           | посёлок                      | →0        | 0 %                   |

## Местное самоуправление
Администрация Виноградненского сельского поселения — село Виноградное, ул. Советская, 3. 
Структуру органов местного самоуправления сельского поселения составляют:
- Глава сельского поселения — Гугиева Лиана Георгиевна.
- Администрация Виноградненского сельского поселения — состоит из 5 человек.
- Совет местного самоуправления Виноградненского сельского поселения — состоит из 11 депутатов.